# هيدرولوجيا نظائر مشعة
هيدرولوجيا النظائر المشعة عبارة عن حقل من حقول الهيدرولوجيا (علم المياه) يستخدم التأريخ النظائري لتقدير عمر وأصل الماء والحركة داخل الدورة المائية. وتُستخدم هذه التقنيات في سياسة استخدام الماء، وتخطيط طبقات المياه الجوفية، والحفاظ على موارد المياه، والتحكم في التلوث. وتحل هذه التقنيات محل الطرق القديمة لقياس المطر ومستويات الأنهار والكتل المائية الأخرى أو تكملها على مدى عقود كثيرة.

## التفاصيل
تحمل جسيمات الماء بصمات فريدة، تعتمد بصورة جزئية على النسب المختلفة لنظائر الأكسجين والهيدروجين المشعة التي تشكل كل الماء. وتعتبر النظائر المشعة أشكالاً من نفس العنصر بها أعداد متنوعة من النيوترونات في النواة.
يحتوي الهواء والتربة والماء على نسبة كبيرة من الأكسجين 16 (16O). ويوجد أكسجين 18 ( 18O) في حوالي ذرة أكسجين واحدة في كل خمسمائة وهو أثقل قليلاً من الأكسجين 16، إذ أن به 2 نيوترون إضافيين. فيما يتعلق بالطاقة، ينتج عن هذا أفضلية تبخر 16O الأخف وزنًا، والذي يحتوي على الماء ويترك 18O ماء أكثر خلفه في صورة سائلة (تسمى التجزئة). على الرغم من ذلك فإن مياه البحار تميل إلى أن تكون أغنى بـ 18O ويتم استنزاف الأمطار والجليد بصورة نسبية في 18O.
يُستخدم التأريخ بالكربون 14 أيضًا كجزء من علم مياهيات النظائر المشعة، إذ يحتوي كل الماء الطبيعي على ثاني أكسيد الكربون المنحل.

## التطبيقات
يعد هذا التأريخ أحد التطبيقات الشائعة، والتي تشتمل على استخدام نظائر مشعة مستقرة لتحديد عمر الجليد أو الثلج، والذي يشير إلى ظروف الطقس في الماضي. ويضيف ارتفاع متوسط الحرارة العالمية طاقة أكثر وبالتالي يزيد من ماء 18O في الجو، بينما قد يدل انخفاض الكميات الطبيعية لـ 18O في المياه الجوفية أو طبقة الجليد على أن الماء أو الجليد يمثل أصل عملية التبخر أثناء عصور برودة المناخ أو حتى العصور الجليدية.
يشتمل تطبيق آخر على فصل تدفق المياه الجوفية والجريان الأساسي من تدفق المجاري المائية في مجال مياهيات المستجمعات (إحدى طرق الرسم المائي). وحيث إن الترسيب عند سقوط المطر أو تساقط الثلوج له بصمة نظائرية، وحيث إنه يمكن تحديد بصمات الماء تحت سطح الأرض عن طريق أخذ عينات من بئر، تشير البصمة المركبة في مجرى الماء إلى نسبة تدفق المجاري المائية التي تأتي من جريان المياه السطحية وماهية النسبة التي تأتي من جريان المياه تحت سطح الأرض.

## الاستخدام الحالي
يعمل برنامج مياهيات النظائر المشعة في الوكالة الدولية للطاقة الذرية على مساعدة الدول النامية (بما في ذلك 84 مشروعًا في أكثر من 50 دولة) على خلق تصور مفصل لموارد الماء في كوكب الأرض.
في إثيوبيا وليبا وتشاد ومصر والسودان، استخدمت الوكالة هذه التقنيات لمساعدة القائمين على سياسة المياه المحلية في التعامل مع المياه الأحفورية.
تم التحقيق في أزمة التلوث بـ الزرنيخ التي حدثت في بنغلاديش، والتي سمتها منظمة الصحة العالمية «أكبر عملية تسمم جماعي في التاريخ» باستخدام هذه التقنية.

## وصلات خارجية
- Isotope Hydrology aùydrological cycle: Principles and applications